# 日本とスリナムの関係
日本とスリナムの関係（にほんとスリナムのかんけい、オランダ語: Japans–Surinaamse betrekkingen、英語: Japan–Suriname relations） では、日本とスリナムの関係について概説する。

## 両国の比較
|             | スリナム                   | 日本                           | 両国の差                   |
| ----------- | -------------------------- | ------------------------------ | -------------------------- |
| 人口        | 58万1363人（2019年）       | 1億2626万人（2019年）          | 日本はスリナムの約217.2倍  |
| 国土面積    | 16万3820km²                | 37万7972 km²                   | 日本はスリナムの約2.3倍    |
| 首都        | パラマリボ                 | 東京都                         |                            |
| 最大都市    | パラマリボ                 | 東京都区部                     |                            |
| 政体        | 共和制                     | （民主制）議院内閣制           |                            |
| 公用語      | オランダ語                 | 日本語（事実上）               |                            |
| 国教        | なし                       | なし                           |                            |
| GDP（名目） | 36億9737万米ドル（2018年） | 5兆819億6954万米ドル（2019年） | 日本はスリナムの約1374.5倍 |

## 歴史
日本は1975年11月25日にスリナム独立と同時に同国を承認し、同年の12月6日には外交関係が樹立した。1976年11月からは在ベネズエラ日本国大使館がスリナムを兼轄、その後在スリナム兼勤駐在官事務所がパラマリボに設立され外交官が常駐するようになったものの、2006年にはそれも廃止されて在トリニダード・トバゴ日本国大使館がスリナムを兼轄するようになった。一方で、スリナム側は在中国スリナム大使館が日本を兼轄しており、中国常駐ではあるが2014年7月には初代駐日スリナム大使ロイド・ルシエン・ピナスが信任状を捧呈した。

## 現況

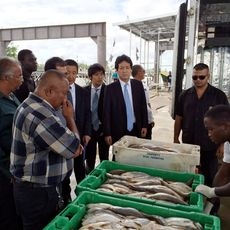
スリナムのコモウェイナ水産無償施設を視察する、外務副大臣の薗浦健太郎（2017年7月）

地理的に離れており歴史的にも接点がほぼなく、またスリナムの外交方針も加盟しているカリブ共同体や旧宗主国であるオランダ、ブラジル等の南米諸国や中国、インド、インドネシアなどとの関係を重視しているため、交流は限られている。2019年時点の在スリナム邦人は6名、在日スリナム人は8名に留まっている。ただし日本からの開発援助は行われており、2017年までは累計は約60億円と、スリナムにとって日本はオランダ、ベルギー、フランス、カナダに次ぐ援助国である。支援内容としては日本がスリナムから魚介類を輸入している事もあって水産業に関するものが主で、他にハリケーンや津波、地震に焦点を当てた防災技術の提供や協力なども行われている。また、スリナムでの石油探鉱には国際石油開発帝石も参加している。
外交関係としては、要人往来は少ない。しかし、2014年には日・カリコム首脳会合のためトリニダード・トバゴを訪れていた安倍晋三総理大臣（当時）は、アメーラリ・スリナム副大統領と懇談を行い、さらなる協力関係の深化について話し合われている。また、スリナムは2004年からIWCに加盟しており、加盟以来日本の海洋生物資源の持続可能な利用の立場を支持している。

## 外交使節

### 駐日スリナム大使
| 代 | 氏名                           | 在任期間        | 官職名       | 備考                             |
| -- | ------------------------------ | --------------- | ------------ | -------------------------------- |
| 1  | ロイド・ルシエン・ピナス       | 2014年 - 2018年 | 特命全権大使 | 信任状捧呈は7月8日 初代 北京常駐 |
|    | ジェレル・ウィンストン・モリヤ | 2018年 - 2024年 | 臨時代理大使 | 北京常駐                         |
|    | チョン・ピック・ファン         | 2024年 -        | 臨時代理大使 | 北京常駐                         |